# Ruta Estatal de Arizona 186
La Ruta Estatal de Arizona 186, y abreviada SR 186 (en inglés: Arizona State Route 186) es una carretera estatal estadounidense ubicada en el estado de Arizona. La carretera inicia en el oeste desde la I 10     en Wilcox hacia el este en la SR 181     en Monumento Nacional Chiricahua. La carretera tiene una longitud de 53,7 km (33.39 mi).

## Mantenimiento
Al igual que las autopistas interestatales, y las rutas federales y el resto de carreteras estatales, la Ruta Estatal de Arizona 186 es administrada y mantenida por el Departamento de Transporte de Arizona por sus siglas en inglés ADOT.